# Wirwajdy
Wirwajdy – wieś w Polsce położona w województwie warmińsko-mazurskim, w powiecie ostródzkim, w gminie Ostróda.
W latach 1975–1998 miejscowość administracyjnie należała do województwa olsztyńskiego.
Na terenie wsi znajduje się zabytkowy cmentarz ewangelicko-augsburski z XIX wieku oraz budynek dawnej szkoły wzniesiony po 1918 roku.